# Солтанабад (Урмія)
Солтанабад (перс. سلطان اباد) — село в Ірані, входить до складу дехестану Дул у Центральному бахші шахрестану Урмія провінції Західний Азербайджан.